# Park Naukowo-Technologiczny w Opolu
Park Naukowo-Technologiczny w Opolu Sp. z o.o. im. profesora Marka Tukiendorfa powstał 8 listopada 2012 roku z inicjatywy Prezydenta Miasta Opola. Jest instytucją, która ma wspierać innowacyjne przedsięwzięcia gospodarcze oraz małe i średnie przedsiębiorstwa, które chciałyby te technologie wdrażać oraz udzielać informacji inwestorom i twórcom.

## Współpraca naukowo-wdrożeniowa
Na terenie Parku Naukowo-Technologicznego w Opolu zlokalizowane jest Centrum Projektowe Fraunhofera dla Zaawansowanych Technologii Lekkich (FPC ALighT) działające jako jednostka organizacyjna Politechniki Opolskiej. Do głównych celów FPC ALighT zalicza się prowadzenie i koordynowanie zorientowanych branżowo projektów badawczo-rozwojowych, szczególnie w zakresie zaawansowanych technologii lekkich. FPC ALighT realizuje działania na rzecz ułatwienia i przyspieszenia komercjalizacji badań oraz transferu i przyjęcia technologii produkcji przez przemysł w oparciu o metody i standardy Fraunhofer Gesellschaft zur Förderung der angewandten Forschung e.V. w Monachium w badaniach kontraktowych dla środowiska naukowego w Polsce.
Działalność badawcza FPC ALighT obejmuje następujące obszary kompetencji:
- poszukiwanie rozwiązań na rzecz wzrostu wydajności technologii produkcji w zastosowaniach motoryzacyjnych;
- technologie hybrydowe i sprzętowe do wielkoskalowych zastosowań motoryzacyjnych;
- energooszczędne procesy montażu i łączenia w masowej produkcji;
- komponenty kompozytowe ze zintegrowanymi funkcjami e-mobility;
- modelowanie i symulacja struktur i procesów;
- recykling i regeneracja;
- nauczanie maszynowe.

## Infrastruktura
W skład infrastruktury Parku Naukowo-Technologicznego w Opolu, wchodzą:
1. Inkubator Przedsiębiorczości (powierzchnia całkowita 1700 m²), na który składają się:
- Baza biurowa dla usług IT, projektowych, doradczych, marketingowych itp.;
- Modułowa przestrzeń biurowa;
- Pełna wentylacja mechaniczna i klimatyzacja;
- Zaplecze konferencyjno-szkoleniowe;
- Zewnętrzny parking - 120 miejsc postojowych.

2. Budynek laboratoryjno-doświadczalny (powierzchnia całkowita 1850 m²), na który składają się:
- 4 hale doświadczalne oraz pomieszczenia laboratoryjne[5] i biurowe;
- Laboratoria specjalistyczne dedykowane firmom z dziedzin biotechnologii, chemii organicznej, motoryzacji, budownictwa, energetyki, mechatroniki i automatyki[6];
- Pełna wentylacja mechaniczna i klimatyzacja;
- Zewnętrzny parking dla samochodów ciężarowych;
- Obiekt doświadczalny z zastosowaniem innowacyjnych systemów technologicznych.

3. Budynek Wysokich Technologii i Centrum Projektowania Inżynierskiego wraz z Centrum Przetwarzania Danych, na który składają się:
- Centrum Projektowania Inżynierskiego z zapleczem programowym firmy Ansys;
- Certyfikowane Centrum Przetwarzania Danych[7] w standardzie Rated-3 według ANSI/TIA-942;
- 1 500 m² modułowej przestrzeni biurowej klasy A;
- Pełna wentylacja mechaniczna i klimatyzacja;
- Zaplecze konferencyjno-szkoleniowe ze strefą integracji;
- Zewnętrzny parking - 60 miejsc postojowych.

4. Budynek Zaplecza Wdrożeniowego i Biurowego, w skład którego wchodzi:
- 8800 metrów kwadratowych powierzchni użytkowej przeznaczonej dla małych i średnich przedsiębiorstw;
- Sześć modułów hal wdrożeniowych z zapleczem administracyjnym, sanitarnym i socjalnym o łącznej powierzchni około 6000 metrów kwadratowych;
- Blisko 1200 metrów kwadratowych powierzchni biurowej;
- Pełna wentylacja mechaniczna i klimatyzacja;
- Plac manewrowy wraz z miejscami postojowymi dla samochodów ciężarowych;
- Parking zewnętrzny - 88 miejsc postojowych.

5. Strefa integracji.

## Zadania
Do zadań realizowanych przez spółkę należą:
- badania laboratoryjne oparte m.in. o kadrę i infrastrukturę naukową Parku;
- współpraca naukowa oraz technologiczna z uczelniami wyższymi[8];
- preferencyjne warunki wynajmu powierzchni biurowych, laboratoryjnych i doświadczalnych;
- wsparcie doradcze i szkoleniowe w szerokim zakresie tematycznym;
- preinkubacja oraz inkubacja;
- wirtualne biuro;
- audyty marketingowe i technologiczne;
- pomoc w pozyskiwaniu źródeł finansowania;
- prowadzenie projektów współpracy międzynarodowej.

## Przedsiębiorstwa w PNT w Opolu
Obecnie na terenie Parku działa blisko 40 przedsiębiorstw, głównie z branży informatycznej, automotive czy chemicznej. Największe z nich to: HSI, Tensoft, Bluesoft, Adamiec, Somati System Polska, KBA Automatic, NCosmetics, OK Strojservis Polska.